# Hadier Borja Aguilar
Hadier Borja Aguilar  (Quibdó, Chocó, Colombia, 5 de abril de 1997) es un futbolista Colombiano. Juega de defensa y actualmente milita en el Atlético Bucaramanga de la Categoría Primera A colombiana.

## Clubes
| Club                 | País     | Año             |
| -------------------- | -------- | --------------- |
| Atlético Nacional    | Colombia | 2016 - 2018     |
| América de Cali      | Colombia | 2018 - 2019     |
| Leones F.C           | Colombia | 2020 - 2022     |
| Atlético Bucaramanga | Colombia | 2023 - Presente |

## Estadísticas
| Club                         | Temporada           | Liga  | Liga  | Copa Nacional | Copa Nacional | Copa Internacional | Copa Internacional | Total | Total |
| Club                         | Temporada           | Part. | Goles | Part.         | Goles         | Part.              | Goles              | Part. | Goles |
| ---------------------------- | ------------------- | ----- | ----- | ------------- | ------------- | ------------------ | ------------------ | ----- | ----- |
| Atlético Nacional · Colombia | 2016                | 2     | 0     | 0             | 0             | 0                  | 0                  | 2     | 0     |
| Atlético Nacional · Colombia | 2017                | 5     | 0     | 0             | 0             | 0                  | 0                  | 5     | 0     |
| Atlético Nacional · Colombia | Total               | 7     | 0     | 0             | 0             | 0                  | 0                  | 7     | 0     |
| Total en su carrera          | Total en su carrera | 7     | 0     | 0             | 0             | 0                  | 0                  | 7     | 0     |

## Palmarés

### Campeonatos nacionales
| Títulos         | Club              | País     | Año  |
| --------------- | ----------------- | -------- | ---- |
| Torneo Apertura | Atlético Nacional | Colombia | 2017 |

### Torneos internacionales
| Título            | Club              | País     | Año  |
| ----------------- | ----------------- | -------- | ---- |
| Copa Libertadores | Atlético Nacional | Colombia | 2016 |